# Daniel Radcliffe
Daniel Jacob Radcliffe (London, 23. srpnja 1989.), britanski filmski glumac, najpoznatiji po ulozi čarobnjaka Harryja Pottera u filmovima koji se temelje na romanima J. K. Rowling.

## Životopis
Rođen je kao jedino dijete Alana i Marcie Radcliffe u Fulhamu u Londonu. S pet je godina pokazao interes za glumu. U prosincu 1999. prvi se put pojavio na malim ekranima, u BBC-jevoj verziji Dickensova romana David Copperfield, i to u naslovnoj ulozi.

### Karijera
Godine 1999. izabran je između tisuća djece za ulogu u visokobudžetnom filmu o Harryju Potteru, koji se temelji na romanima J. K. Rowling. Radcliffe se prvi put pojavio na filmskom platnu u maloj ulozi u filmu Krojač Paname 2001. Film u kojoj je imao glavnu ulogu, Harry Potter i Kamen mudraca izašao je kasnije te godine i bio je velika financijska uspješnica. U to je vrijeme bio drugi film po zaradi svih vremena.
2002. Radcliffe se vratio s ulogom u Harry Potteru i Odaji tajni. U tom je filmu glumio s Kennethom Branaghom koji je iste godine režirao predstavu "Drama koju sam napisao" u kojoj se pojavio i Radcliffe. 2004. i 2005. Radcliffe je glumio u nastavcima Harry Pottera - Harry Potteru i Zatočeniku Azkabana, Harry Potteru i Plamenom Peharu, Harry Potteru i Redu Feniksa, Harry Potteru i Princu miješane krvi te u Harry Potteru i Darovima smrti.
Radcliffe će se pojaviti i u televizijskoj seriji Extras.

### Privatni život
Daniel voli da ga se zove Dan, ima dva psa (Binka i Nugget), svira gitaru, a sluša pretežno rock. Najdraži bendovi su mu Beatles, Clash, Libertines, Strokes, Red Hot Chili Peppers, Sex Pistols i Pixies.

## Filmografija

### Filmovi
| Godina | Naslov                             | Uloga            | Bilješke |
| ------ | ---------------------------------- | ---------------- | -------- |
| 2022.  | Izgubljeni grad                    | Fairfax          |          |
| 2020.  | Escape from Pretoria               | Tim Jenkin       |          |
| 2019.  | Guns Akimbo                        | Miles Lee Harris |          |
| 2019.  | Playmobil Film                     | Rex Dasher       | glas     |
| 2018.  | Beast of Burden                    | Sean Haggerty    |          |
| 2017.  | Jungle                             | Yossi Ghinsberg  |          |
| 2017.  | Izgubljen u Londonu                | samog sebe       | Cameo    |
| 2016.  | Imperium                           | Nate Foster      |          |
| 2016.  | Majstori iluzije 2                 | Walter Mabry     |          |
| 2016.  | Čovjek džepni nožić                | Manny            |          |
| 2015.  | Victor Frankenstein                | Igor             |          |
| 2015.  | Kaos u glavi                       | The Dog Walker   | Cameo    |
| 2013.  | Što ako?                           | Wallace          |          |
| 2013.  | Rogovi                             | Ignatius Perrish |          |
| 2013.  | Ubij svoje najdraže                | Allen Ginsberg   |          |
| 2012.  | Žena u crnom                       | Arthur Kipps     |          |
| 2011.  | Harry Potter i Darovi Smrti 2.dio  | Harry Potter     |          |
| 2010.  | Harry Potter i Darovi Smrti 1.dio  | Harry Potter     |          |
| 2009.  | Harry Potter i Princ miješane krvi | Harry Potter     |          |
| 2007.  | Harry Potter i Red feniksa         | Harry Potter     |          |
| 2007.  | Sumorno ljeto                      | Maps             |          |
| 2005.  | Harry Potter i Plameni Pehar       | Harry Potter     |          |
| 2004.  | Harry Potter i Zatočenik Azkabana  | Harry Potter     |          |
| 2002.  | Harry Potter i Odaja tajni         | Harry Potter     |          |
| 2001.  | Harry Potter i Kamen mudraca       | Harry Potter     |          |
| 2001.  | Krojač Paname                      | Mark Pendel      |          |

### Televizija
| Godina        | Naslov                                           | Uloga                                                                            | Bilješke                                   |
| ------------- | ------------------------------------------------ | -------------------------------------------------------------------------------- | ------------------------------------------ |
| 2022.         | Harry Potter 20. obljetnica: Povratak u Hogwarts | samog sebe                                                                       | specijal okupljanje povodom 20. obljetnice |
| 2020.         | Unbreakable Kimmy Schmidt                        | Prince Frederick                                                                 | specijal: "Kimmy vs the Reverend"          |
| 2019. - 2023. | Čudotvorci                                       | Craig Bog (S1) Prince Chauncley The Pretty Cool (S2) Reverend Ezekiel Brown (S3) | glavna uloga i izvršni producent           |
| 2015.         | The Gamechangers                                 | Sam Houser                                                                       | televizijski film                          |
| 2015.         | BoJack Horseman                                  | samog sebe                                                                       | posudio glas u epizodi: "Let's Find Out"   |
| 2012. i 2015. | Have I Got News for You                          | samog sebe                                                                       | dvije epizode                              |
| 2012. - 2013. | Bilježnica mladog liječnika                      | Dr. Vladimir Bomgard (mladi)                                                     | osam epizoda                               |
| 2012. - 2017. | Robot Chicken                                    | Mullet Kid / Thomas the Tank Engine / Gareth                                     | posudio glas u dvije epizode               |
| 2012.         | Saturday Night Live                              | samog sebe                                                                       | epizoda: "Daniel Radcliffe / Lana Del Rey" |
| 2010. - 2020. | Graham Norton i gosti                            | samog sebe                                                                       | bio u deset epizoda                        |
| 2010.         | QI                                               | samog sebe                                                                       | epizoda: "Hocus Pocus"                     |
| 2010. - 2018. | Simpsoni                                         | Edmund / Diggs / Himself                                                         | posudio glas u tri epizode                 |
| 2007.         | My Boy Jack                                      | John Kipling                                                                     | televizijski film                          |
| 2006.         | Statisti                                         | samog sebe                                                                       | epizoda: "Daniel Radcliffe"                |
| 1999.         | David Copperfield                                | Mladi David Copperfield                                                          | mini serija                                |

## Nagrade

### Nominacije
2006.
- Najbolji mladi glumac - Critic's Choice Awards (Nagrada po izboru kritičara)
- Glumac godine - AOL Moviefone Moviegoer Awards
- Najbolja izvedba mladog glumca -Saturn Awards (Nagrade Saturn)
- Najbolji junak - MTV Movie Awards (MTV filmske nagrade)
- Najbolja ekipa (s Emmom Watson i Rupertom Grintom) - MTV Movie Awards (MTV filmske nagrade)
- Najbolji glumac -Poptastic Awards (Nagrade Poptastic)

2005.
- Najbolja izvedba mladog glumca - Saturn Awards (Nagrade Saturn)
- Najbolji mladi glumac - Critic's Choice Awards (Nagrada po izboru kritičara)

2003.
- Najbolja izvedba mladog glumca - Saturn Awards (Nagrade Saturn)
- Najbolja glumačka skupina - Phoenix Film Critics Society Awards (Nagrada Phoenix društva filmskih kritičara)
- Najnezaboravnija scena (za scenu "Harry se bori s basiliskom" u Harry Potteru i Odaji tajni) - American Moviegoer Awards

2002.
- Najbolja izvedba mladog glumca - Saturn Awards (Nagrade Saturn)
- Najbolji mladi glumac - Broadcast Film Critics Association's Choice Awards
- Debitantski muški nastup - MTV Movie Awards (MTV filmske nagrade)
- Najbolji debitant - Phoenix Film Critics Society Awards (Nagrada Phoenix društva filmskih kritičara)
- Najbolji debi (s Emmom Watson i Rupertom Grintom) - Sony Ericsson Empire Awards (Nagrade Sony Ericsson)
- Izvanredni glumac - American Moviegoer Awards
- Najbolja izvedba: glavni mladi glumac - Young Artist Awards (Nagrade mladih glumaca)
- Najbolja glumačka skupina (s Emmom Watson, Rupertom Grintom i Tomom Feltonom) - Young Artist Awards (Nagrade mladih glumaca)

### Osvojeno
2006.
- Najbolji glumac (Cine Awards, Belgija)
- Najbolja muška filmska zvijezda (zlato) : Otto Awards

2005.
- Najbolji mladi glumac (SyFy Genre Awards)

2004.
- 10 najboljih dječjih zvijezda (RTL televizija, Njemačka)
- Najbolji mladi debitant (Star Awards, Japan)
- Mladi talent godine (ITV Celebrity Awards)
- Najbolji filmski glumac (K-Zone Kids Awards, Filipini)
- Najbolja filmska zvijezda/glumac (Kids Choice Awards, Nizozemska)

2003.
- Najbolji mladi glumac (SyFy Genre Awards)
- Najbolji glumac (Roadshow Cinema Grand Prix Awards, Japan)

2002.
- Osoba godine (Time For Kids)
- Targa d'Oro (David di Donatello Awards)
- Izvanredni novi talent

2001.
- Otkriće godine (Hollywood Woomen's Press Club)

## Vanjske poveznice
- Daniel Radcliffe u internetskoj bazi filmova IMDb-u (engl.)
- DanRadcliffe.com Neslužbene web stranice na kojima pridonose Daniel i njegova obitelj
- DanRadcliffe.co.uk  Arhivirana inačica izvorne stranice od 11. lipnja 2010. (Wayback Machine) Neslužbene web stranice na kojima pridonose Daniel i njegova obitelj